# Viviennea tegulata
Viviennea tegulata är en fjärilsart som beskrevs av Rothschild 1933. Viviennea tegulata ingår i släktet Viviennea och familjen björnspinnare. Inga underarter finns listade i Catalogue of Life.